# August Förster (Unternehmen)
Die August Förster GmbH ist eine deutsche Klavierfabrik mit Sitz in Löbau.

## Geschichte
Die Firma wurde von dem sächsischen Klavierbauer und Tischler Friedrich August Förster (1829–1897) am 1. April 1859 in Löbau gegründet. Nach seinem Tod übernahm sein Sohn Cäsar Förster die Betriebsleitung. Er gründete 1900 ein Zweigwerk im böhmischen Georgswalde (heute Jiříkov). Dieses wurde nach Ende des Zweiten Weltkriegs im Zuge der Beneš-Dekrete durch die tschechoslowakische Regierung enteignet und verstaatlicht. Während der kommunistischen Herrschaft produzierte die tschechische Klavierbaufirma Petrof in diesem Werk weiterhin Klaviere unter dem Markennamen August Förster. Die Fabrik in Löbau ging während der DDR-Ära 1972 im Volkseigenen Betrieb VEB Flügel- und Pianobau Löbau auf, der zwischen 1981 und 1990 mittelbar über den VEB Deutsche Piano-Union Leipzig zum Kombinat Musikinstrumente gehörte. Seit 1991 befindet sich das Traditionsunternehmen wieder im Besitz der Familie Förster. Sie wird seit 2008 von Annekatrin Förster geführt.

## Instrumente

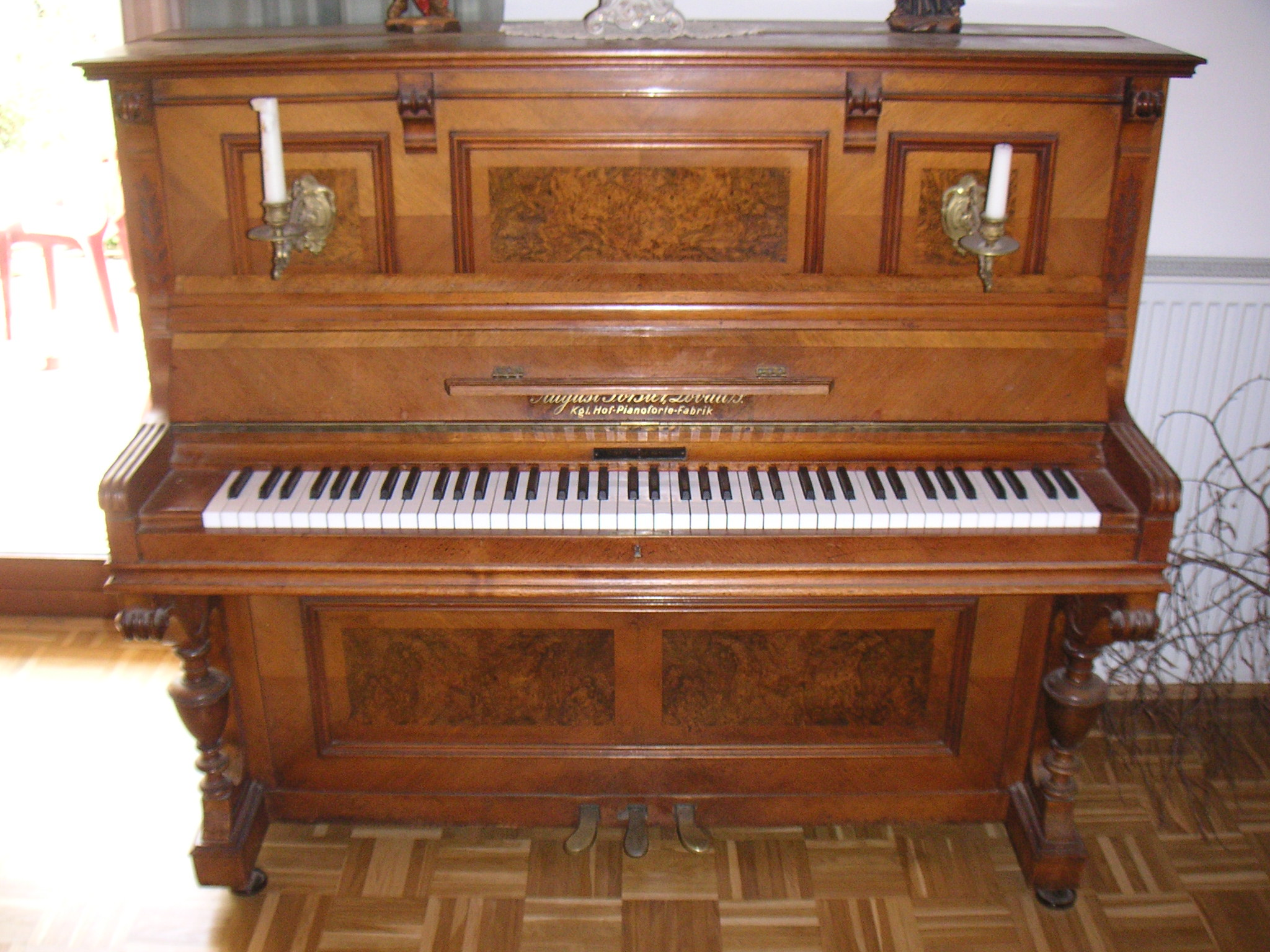
Klavier von August Förster, Kgl. Hof-Pianoforte-Fabrik

Jährlich werden etwa 260 Instrumente von 40 Mitarbeitern in Handarbeit hergestellt. Das Portfolio besteht (Stand 2016) aus Pianinos in den drei Höhen 116 cm, 125 cm und 134 cm sowie Flügeln in den vier Längen 170 cm, 190 cm, 215 cm und 275 cm. Förster-Resonanzböden werden heute aus Rotfichte (Picea abies) gefertigt, die aus dem Südtiroler Fleimstal stammt – aus dem bereits der italienische Geigenbauer Antonio Stradivari Klangholz bezog.

## Besondere Konstruktionen

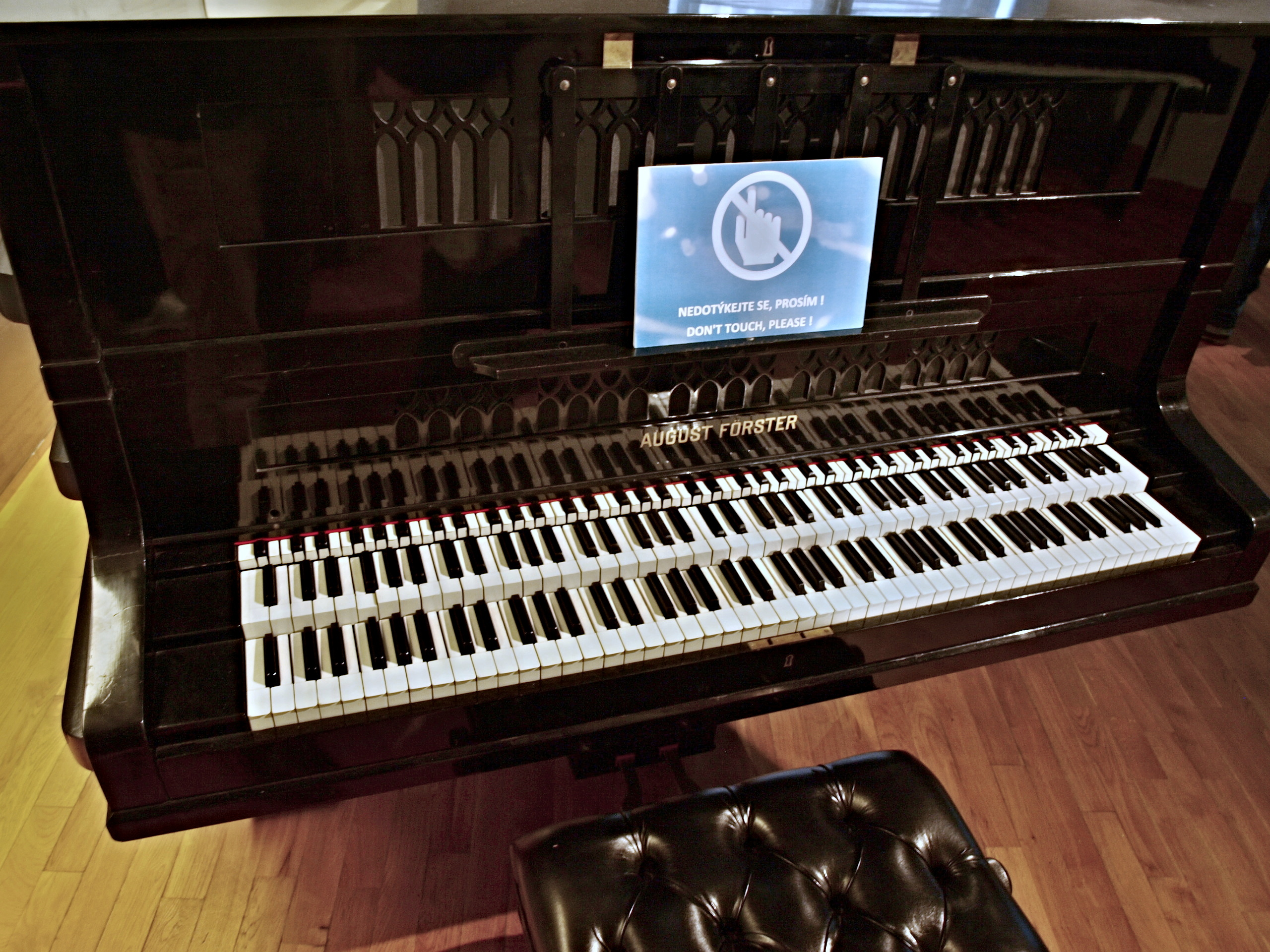
Vierteltonklavier im Prager Musikmuseum

Historisch interessante Instrumente sind aus den 1920er und 1930er Jahren ein Elektrochord, mehrere Evolutionsstufen von Viertelton-Konzertflügeln sowie ein Viertelton-Klavier.

## Trivia
In der Folge Mord von Meisterhand der 13. Staffel von Inspector Barnaby sieht man, dass die Figur Sir Michael Fielding, gespielt von James Fox, an einem Flügel der Marke August Förster spielt.